# Armazéns Frigoríficos de Massarelos
Os antigos Armazéns  de Massarelos, também referidos como Armazém Frigorífico do Peixe ou Bolsa de Pescado, encontram-se no cruzamento entre a Alameda de Basílio Teles e a Rua de Dom Pedro V, na freguesia atual de Lordelo do Ouro e Massarelos, na marginal do rio Douro, na cidade do Porto, em Portugal, onde recentemente foi instalado o Hotel Vincci Porto.
Obra do arquitecto português Januário Godinho, este edifício, construído em betão armado, é um dos edifícios mais notáveis da arquitectura moderna industrial realizado na década de 1930, e que se encontra classificado como Imóvel de Interesse Público desde 1977.
O espaço interior é dominado pela grande nave.